# Seleukos IV.

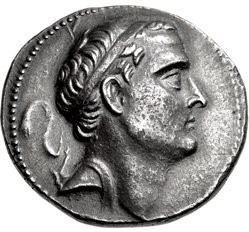
Münzporträt Seleukos’ IV.

Seleukos IV. Philopator (altgriechisch Σέλευκος Φιλοπάτωρ Séleukos Philopátōr; † 175 v. Chr.) war ein König des Seleukidenreichs, das unter seiner Herrschaft aus Syrien, Kilikien, Palästina, Mesopotamien, Babylonien und dem westlichen Teil des Iran (Medien und Persien) bestand. Er war ein Sohn des Antiochos III. und der Laodike von Pontos.
Er amtierte seit 196 v. Chr. als Statthalter seines Vaters in Thrakien, wofür das alte Lysimacheia wiederaufgebaut wurde, und kämpfte 189 v. Chr. in der Schlacht bei Magnesia gegen die Römer mit. Nach der dort zugefügten Niederlage waren die Seleukiden gezwungen, Thrakien und Kleinasien aufzugeben. Unmittelbar darauf wurde Seleukos zum Mitregenten seines Vaters im Gesamtreich und übernahm 187 v. Chr. die Alleinherrschaft, nachdem der Vater ermordet wurde.
Der politische Handlungsspielraum Seleukos’ IV. war durch die zerrütteten finanziellen Verhältnisse stark eingeschränkt, die zum Teil durch die im Frieden von Apameia festgelegten schweren Kriegsentschädigungen an Rom hervorgerufen wurden. Um diese zu begleichen, hatte er unter anderem den Raub des Tempelschatzes von Jerusalem durch seinen Minister Heliodoros angeordnet. Auch musste er 178 v. Chr. seinen Sohn Demetrios als Geisel nach Rom entsenden. Seleukos unternahm eine Bündnispolitik mit den Ptolemäern in Ägypten und den Antigoniden in Makedonien, wodurch er aber in einen Konflikt mit den Attaliden in Pergamon geriet. Diese bauten seinen Bruder Antiochos IV. zum Gegenprätendenten auf, doch bevor es zur direkten Konfrontation kam, wurde Seleukos von seinem Minister Heliodoros ermordet.

## Nachkommen
Seleukos IV. war mit Laodike verheiratet, die möglicherweise seine Schwester und identisch mit den Gemahlinnen der weiteren Brüder Antiochos und Antiochos IV. war. Ihre Kinder waren:
- Demetrios I. Soter († 150 v. Chr.)
- Antiochos († 170 v. Chr. ermordet)
- Laodike († 150 v. Chr. ermordet), ⚭ 1. ⚭ mit König Perseus von Makedonien, 2. ⚭ mit ihrem Bruder Demetrios

Da bei seinem Tod sein Sohn Demetrios noch in Rom festgehalten wurde, konnte Antiochos IV. Epiphanes die Herrschaft in Syrien übernehmen. Formell sollte dieser für Seleukos’ zweiten Sohn, Antiochos, nur stellvertretend regieren. Allerdings wurde dieser von Epiphanes ermordet.

## Weiteres
Eine Kalksteinstele mit Inschriften des Seleukos IV. wurde jüngst den israelischen Altertumsbehörden in Jerusalem durch einen Antikenhändler übergeben. Die 2200 Jahre alte Inschrift liefert genauere Angaben zum Umfeld einer Geschichte über Heliodor, der laut einer Legende, die das 2. Makkabäerbuch überliefert, von Gott daran gehindert wurde, den Tempel von Jerusalem zu plündern. (Quelle: WUB 2/2008) Die ansonsten unbebilderte Stele zeigt über der Schrift eine Rosette aus 6 Blütenblättern, das Symbol der sumerisch-babylonischen Ištar.

## Weblink
- Materialsammlung

| Vorgänger      | Amt                                         | Nachfolger    |
| -------------- | ------------------------------------------- | ------------- |
| Antiochos III. | König des Seleukidenreiches 187–175 v. Chr. | Antiochos IV. |

| Personendaten    | Personendaten                                            |
| ---------------- | -------------------------------------------------------- |
| NAME             | Seleukos IV.                                             |
| ALTERNATIVNAMEN  | Seleukos IV. Philopator                                  |
| KURZBESCHREIBUNG | Herrscher des Seleukidenreichs (187 v. Chr.–175 v. Chr.) |
| GEBURTSDATUM     | 3. Jahrhundert v. Chr.                                   |
| STERBEDATUM      | 175 v. Chr.                                              |